# Гипелате
Гипелате (лат. Hypelate) — монотипный род деревянистых растений семейства Сапиндовые (Sapindaceae). Включает единственный вид — Гипелате трёхлистное, или белое (Hypelate trifoliata).

## Ботаническое описание
Вечнозелёный кустарник или дерево, до 13 м высотой. Древесина тёмно-коричневая, твёрдая, тяжелая. Кора тонкая, гладкая, красновато-серая. Листья очерёдные, трёхлисточковые, кожистые; листочки расширены выше середины.
Цветки небольшие, белые, собраны в пазушные или конечные тирсы. Чашечка 5-дольчатая, лепестков 5 округлых, тычинок 8, пестик один. Плоды почти шаровидные или яйцевидные, чёрные, мясистые, односемянные, 8—12 мм в диаметре.

## Распространение
Встречается в субтропических или сосновых лесах Вест-Индии и архипелага Флорида-Кис.